# Anaplusia
Anaplusia es un género monotípico de lepidópteros perteneciente a la familia Noctuidae. Su única especie:  Anaplusia pannosa (Moore, 1882), se encuentra en la India, incluyendo Sikkim, Bengala Occidental, Darjiling y Khasia Hills.